# Michael Oguine
Michael Chigozie Oguine (Chatsworth, 23 dicembre 1996) è un cestista statunitense con cittadinanza nigeriana.